# دریسشایبن‌هاوس
دریسشایبن‌هاوس (انگلیسی: Dreischeibenhaus) ساختمان اداری ۲۵ طبقه مستقر در شهر دوسلدورف، آلمان است، که پروژه ساخت آن در سال ۱۹۵۷ آغاز شد و در سال ۱۹۶۰ به بهره‌برداری رسید.